# Bessie Blount
Elizabeth „Bessie” Blount (1498 körül / 1500 körül/ 1502 körül – 1539/1540), Aragóniai Katalin angol királyné udvarhölgye, VIII. Henrik angol király egyik szeretője.

## Élete
Sir John Blount és Catherine Pershall leánya volt, a Shropshire grófságbeli Kinletből. Apja alacsony rangú nemes volt, aki 1513-ban Henrik király mellett harcolt Franciaországban XII. Lajos ellen.
Elizabeth életéről keveset tudni. Portréi nem maradtak fenn, a kortársak beszámolói szerint vonzó külsejű volt. Fiatalon került az udvarba Henrik első felesége, Katalin udvarhölgyeként. Tizenéves korában figyelt fel rá a nála 8-10 évvel idősebb király, akinek 1514 vagy 1515 körül a szeretője lett. A kapcsolat körülbelül nyolc éven át tartott. Henrik többi házasságon kívüli kapcsolatához képest ez meglehetősen tartós viszonynak számított.
1519. június 15-én fiuk született, Henry FitzRoy (a FitzRoy, „a király fia” vezetéknevet gyakran kapták a király elismert törvénytelen gyerekei), akinek a király később a Richmond és Somerset hercege, valamint a Nottingham grófja címeket adta. Ő volt Henrik egyetlen törvénytelen fia, akit elismert. A gyermek születése után a kapcsolatnak vége szakadt, de a fiú létezése bizonyítéknak számított arra, hogy Henrik képes egészséges fiúgyermeket nemzeni, emiatt Elizabeth népszerű volt a nép körében.
Nem sokkal később a királynak új szeretője lett, Mary Boleyn. Blounthoz hasonlóan ő sem volt a király „hivatalos” szeretője; a nyilvánosan elismert maîtresse en titre címet Henrik senkinek nem ajánlotta fel, csak később Mary húgának, Anne Boleynnek, aki elutasította.
Blount 1522-ben elrendezett házasság keretén belül férjhez ment Gilbert Tailboyshoz, Kyme első bárójához. Három gyermekük született, George, Robert és Elizabeth. Ezután nem nagyon említik, csak 1529 körül jegyzi meg a palota egy káplánja, hogy Blount szerinte szebb volt, mint Henrik akkori menyasszonya, Anne Boleyn.
1530-ban Blount férje, Lord Tailboys meghalt, és az asszonyból jómódú özvegy lett. 1532-ben Leonard Gray, Grane első vikomtja udvarolt Blountnak, de sikertelenül; az asszony egy fiatalabb férfit választott, Edward Clintont, Lincoln első grófját, akinek lincolnshire-i birtokai határosak voltak az övével. 1533 és 1535 közt házasodtak össze, és három lányuk született. 1536-ban fia, Henry FitzRoy meghalt gümőkórban.
1540-ben Blount rövid ideig Henrik negyedik felesége, Klevei Anna udvarhölgye volt, de egészségi problémákra hivatkozva a házasság felbomlása körül távozott a királyné szolgálatából, és Anna utódját, Katalint már nem szolgálta. Visszatért férje birtokára, és nem sokkal később meghalt, a hagyomány szerint tüdőbajban.

## Jelentősége
Henrik feleségeihez képest Bessie Blount történelmi jelentősége elhanyagolható, de a király első házassága alatti szeretők közül ő volt a legjelentősebb. Ő volt Henrik egyetlen elismert házasságon kívüli gyermekének az anyja, és az 1520-as években az is felmerült, hogy fiát a király törvényes örökösének nevezi meg. Bár ebből nem lett semmi, és Blount nem játszott nagy szerepet fia nevelésében, az, hogy ilyen fontos gyermek anyja, érdekessé tette kortársai szemében.
Az, hogy Henrik egészséges fiút nemzett Blounttal, meggyőzte arról, hogy feleségének, Katalinnak a hibája, hogy nem születik egészséges fiuk. A királynénak legalább három fia született, de csak a legidősebb maradt életben születése után, és ő is meghalt két hónapos kora előtt. Henrik erre hivatkozva érezte úgy, hogy fel kell bontania házasságát.

## Gyermekei
VIII. Henriktől
1. Henry FitzRoy, Richmond és Somerset hercege, Nottingham első bárója (1519–1536). Felesége Lady Mary Howard. Gyermekei nem születtek.

Gilbert Tailboystól
1. Elizabeth Tailboys (1520 körül – 1563) Kyme negyedik bárója. Első férje Thomas Wymbish (meghalt 1553-ban), aki felesége jogán magának követelte a bárói címet, de hoztak egy törvényt, hogy férj addig nem kaphatja meg a felesége rangját, amíg nincs tőle gyermeke. Halála után 1552 körül Elizabeth másodszor is férjhez ment, Ambrose Dudleynak, Warwick harmadik grófjának (1530 körül – 1590) lett a második felesége. Tőle sem születtek gyermekei, így a bárói rang nem öröklődött tovább.
2. George Tailboys (1522 körül – 1539. szeptember 6.) Kyme második bárója. 1539-ben házasodott meg, felesége Margaret Skipwith; gyermekei nem születtek.
3. Robert Tailboys (1523 körül – 1641) Kyme harmadik bárója.

Edward Clintontól
1. Bridget Clinton (sz. 1536 körül). 1556 körül ment feleségül a scrivelsbyi Robert Dymoke-hoz, akitől tíz gyermeke született. Férje hithű katolikus volt, és halála után mártírként tekintettek rá.
2. Katherine Clinton (1538 körül – 1621. augusztus 14.) Férje a gainsboroughi William Burgh báró (1522 körül – 1584. október 10.)[14][15] Gyermekeik születtek, köztük Thomas Burgh báró.[15]
3. Margaret Clinton (sz. 1539 körül). Férje Charles Willoughby báró (meghalt 1603-ban), öt gyermekük született.